# Kleine Houtbrug
De Kleine Houtbrug is een vaste brug in de Nederlandse stad Haarlem. De brug ligt in Haarlem-Centrum over de Stadsbuitensingel, daar plaatselijk meestal de Gasthuissingel, genoemd. De brug verbindt de Kleine Houtstraat met de Kleine Houtweg die richting de Haarlemmerhout loopt. De brug ligt ter hoogte van de voormalige Kleine Houtpoort, een vestingwerk van Haarlem.
De recentste brug is omstreeks 1985 gebouwd nadat de oude Kleine Houtbrug in 1984 was gesloopt.

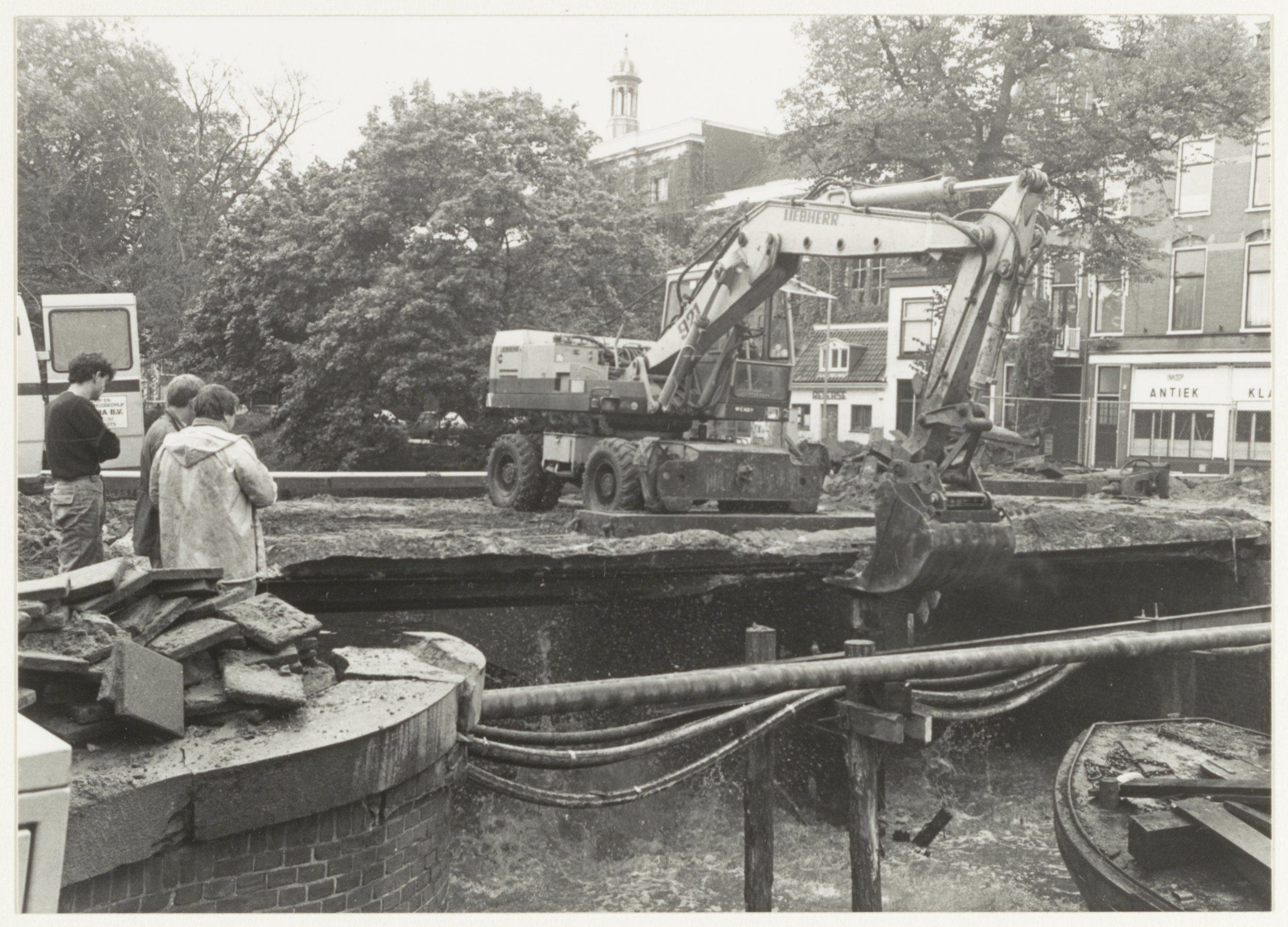
Sloop van de oude Kleine Houtbrug